# القاضي دريد
القاضي دريد (بالإنجليزية: Judge Dredd) هو فيلم أمريكي من بطولة سيلفستر ستالون أنتج عام 1995.

## عن الشخصية
ظهرت شخصية القاضي دريد لأول مرة سنة 1977 على صفحات مجلة الخيال العلمى 2000 AD البريطانية حيث يقوم بدور الشرطى والقاضي والجلاد في نفس الوقت لتطبيق العدالة في المستقبل.

## فيلم القاضي دريد فيلم ديكوري مُسطح ذو بعد خيالي واحد
أحداث الفيلم التخيلي تدور في عصر متقدم من القرن الواحد والعشرين والذي أُنتج قبل الألفية بخمس سنوات. حيث عم الدمار والخراب، والفساد في الأرض. كما يخبرنا معظم المُتنبئين حين يتكلمون عن المستقبل. بعد هذا الدمار المفترض للإنسانية تفرض السلطات نوعاً جديداً وصارماً من القوانين، وتتمثل بوجود قضاة، وفي نفس الوقت عسكر، يقومون بتنفيذ الأحكام وهم يُمارسون عملهم في حماية المدن والشوارع التي تقع تحت نطاق تواجدهم. والقاضي دريد (واحد منهم).
بناء جديد كلي للمدن وللسيارات والشوارع، فالسيارات تنتقل بواسطة الطيران، والبيوت تبدو مُعلقة في العدم، والناس تبدو كالآلات في تعاملهم مع بعض، بسبب التهميش الكلي لها. تنفيذ الديكورات في مَشاهد تبدو مُنفذة بعناية، وفي بعض المشاهد تقليدية مجلوبة من تخيلات المجلات المُصورة (الكوميك) مُهترئة.
شخصية القاضي «دريد» والتي يؤديها (سلفستر ستالون) تبدو كما هو مرسوم لها ــ في القصة ــ حماسية، تطبق عملها وتتفانى في تأديته على أمثل وجه، وقيادية مناسبة حتى المبالغة. يتخبط في تأديتها يريد الخروج من سيطرة شخصيتي رامبو وروكي الأثيرتين على نفسه وسبب كل نجاحاته.
ربما تكون قصة عادية بسبب تكرار وجود فريقين متحاربين بشك تقليدي. أشرار، وأخيار تحول بينهم وبين ارتكاب المزيد من التخريب، في العالم الذي لا يلتفت إليه الفيلم مطلقاً، بل يركز جُل تركيزه على مجرم واحد يتسبب بتوجيه تهمة إلى غريمة الذي يبدو أبدياً، بطريقة بدائية، وجدت في عشرات الأفلام، وأحدها قام (سلفستر ستالون) بنفسه بتمثيله، وأعني به فيلم (رجل الدمار) Demolition Man (1993) وكانت فكرته شبيهة بفكرة المستقبل، وتطور الزمن، وهو أنجح من هذا الفيلم في اعتقادي.
بعد توجيه التهمة، وتتمثل في تزييف قتل أحد الرجال المعروفين، وإظهار القاضي دريد وهو يقتله، أو هو يقول أثناء تلقيه لرصاص من مسدس أحد القضاة: دريد.. لا.. بهذه البساطة، فيتم القبض على دريد وتوجيه التهمة والمحاكمة السريعة جداً، والغير معقولة، بطريقة درامية بها نوع من الكوميديا الغير مُناسبة أبداً إلى أحد القضاة المفترض أنه متفاني ونزيه ومشهور بكل هذا. ونتيجة لهذه المحاكمة يستقيل القاضي والأب الروحي في نفس الوقت للقاضي دريد (يؤدي دوره الممثل المخضرم «ماكس فون ساديو») بعد أن أُثبتت التهمة الُملفقة، بسبب تطابق المسدس في يد القاضي، والذي لا يقدر أن يستعمله إلا القضاة المنتشرين في الشوارع والذين يطلق على الواحد منهم «قاضي شارع».
باقي تفاصيل الفيلم اعتيادية، بعد أن تسبب بعض الشواذ في الأرض الملعونة بإسقاط الطائرة، طائرة السجن، تتحطم الطائرة بعد توجيه قذيفة إليها يموت الجميع إلا ــ وعلى العموم ــ «القاضي دريد». لماذا بقي حياً؟ السيناريو تصرف على هوى صاحبه.
لم يعرض كيف نجا، حتى لو بمشهد يصوره نجا. بالصدفة لا بأس، بل مباشرة إلى مشهد الرجال الشواذ أو المخلوقات آكلة لحوم البشر تحاول الاستمتاع به. لو لا ــ طبعاً ــ أنه فك وثاقه وهجم عليهم بقوته التي جلبها معه من فيلم سابق، رامبو، روكي، أي شيء. وفي لحظة غفلة كاد أن يموت فيها، نُفاجأ بالقاضي الكبير الذي اعتزل إلى الحياة الملعونة، يساعده، وبسرعة يُقتل من المخلوق المشوهة خلقته، لا لشيء سوى بقاء رجل واحد بطل، Anti-Hero.
يعود وينتقم. متى لم يعرض فيلم أكشن وجود دافع للانتقام؟ نسيان كل المقدمة التي ابتدأها الفيلم والتركيز على قضية واحدة هي قضية انتقام دريد الذي سيخلص العالم من الشرور جميعاً. العالم المُتمثل بغرفة صغيرة أو غرفتين مُنفذين بطريقة هشة، لا نرى البطل في سواهما.

## الميزانية والإيرادات
بلغت تكلفة إنتاج الفيلم حوالي 70 مليون دولار بينما حقق أرباحا تقدر بـ 113.4 مليون دولار.

## وصلات خارجية
- القاضي دريد على موقع IMDb (الإنجليزية)
- القاضي دريد على موقع روتن توميتوز (الإنجليزية)
- القاضي دريد على موقع نتفليكس (الإنجليزية)
- القاضي دريد على موقع ألو سيني (الفرنسية)
- القاضي دريد على موقع Turner Classic Movies (الإنجليزية)
- القاضي دريد على موقع أول موفي (الإنجليزية)
- القاضي دريد على موقع بوكس أوفيس موجو (الإنجليزية)
- القاضي دريد على موقع فيلمافينيتي (الإسبانية)
- القاضي دريد على موقع قاعدة بيانات الأفلام السويدية (السويدية)
- القاضي دريد على موقع قاعدة بيانات الفيلم (الإنجليزية)